# Яваське міське поселення
Ява́ське міське поселення (рос. Явасское городское поселение) — муніципальне утворення у складі Зубово-Полянського району Мордовії, Росія. Адміністративний центр — селище міського типу Явас.

## Населення
Населення — 13311 осіб (2019, 13662 у 2010, 12215 у 2002).

## Склад
До складу поселення входять такі населені пункти:
| Населений пункт            | Населення, осіб (2002) | Населення, осіб (2010) |
| -------------------------- | ---------------------- | ---------------------- |
| Лісний, селище             | 1387                   | 1085                   |
| Озерний, селище            | 2021                   | 1619                   |
| Парца, селище              | 3127                   | 3017                   |
| Явас, селище міського типу | 7964                   | 7941                   |